# Жариха
Жари́ха, Сор́ока — річка в Україні, яка протікає на півночі Шепетівського району Хмельницької області. Ліва притока Корчику (басейн Прип'яті).

## Опис
Довжина 25 км. Площа водозбірного басейну 468 км². Похил річки 1,6 м/км. Долина коритоподібна, завширшки до 3,5 км, завглибшки до 15 м. Річище слабозвивисте, пересічна ширина 5 м. Використовується на сільськогосподарські потреби, рибництво. Стік річки зарегульовано ставками.

## Розташування
Жариха бере початок на заході села Прикордонна Улашанівка. Тече спочатку на схід через села Хоняків, Понора, Ганнопіль, а в районі села Дяків повертає на північ. Далі протікає через села Мирутин і Плоску і впадає в Корчик на південний схід від села Киликиїв.

## Притоки
Нотатка: в дужках вказано інші назви тих самих річок, які зустрічаються в джерелах.

### Праві
Глинничка (Хотичин, Старий Корчик, Чоломин) — протікає через села: Головлі, Нижні Головлі, Хоросток, Ганнопіль, Глинники. Довжина 20 км, гирло в Ганнопільському ставові.
Річка без назви  — протікає через села: Волиця, Пузирки, Губельці, Досін, Соснівка, Дятилівка. Довжина 10 км, площа басейну 29,7 км².

### Ліві
Нирка (Чизла, Мокрець) — протікає через села: Нараївка, Великий Скнит, Рівки, Шатерники, Красносілка. Довжина 19 км. Впадає перед ставом, що між селами Плоска і Мирутин.
Річка без назви  — протікає через села: Довжки, Клепачі, Плоска. Довжина 16 км., площа басейну 40 км², гирло в ставові, що між селами Плоска і Мирутин